# Jackie Shako Diala Anahengo
Jackie Shako Diala Anahengo (23 de agosto de 1958 – 15 de junho de 2021) foi uma atriz congolesa. Ela apareceu na Radio-Télévision nationale congolaise, bem como no palco teatral.